# 24019 Jeremygasper
24019 Jeremygasper è un asteroide della fascia principale. Scoperto nel 1999, presenta un'orbita caratterizzata da un semiasse maggiore pari a 2,3896880 UA e da un'eccentricità di 0,1414182, inclinata di 6,25335° rispetto all'eclittica.